# Kinloch (Nowa Zelandia)
Kinloch – miasto w Nowej Zelandii, na Wyspie Północnej, w regionie Waikato.